# Luci Valeri Catul Messal·lí
Luci Valeri Catul Messal·lí (llatí: Lucius Valerius Catullus Messallinus)  (Roma, segle I dC - Roma, dècada del 90 dC) va ser un magistrat romà del segle i. Pertanyia a la gens Valèria, i tenia vincles familiars amb famílies de gran importància a l'època: era besnet de Marc Valeri Messal·la Corví i cosí o germà de l'emperadriu Estatília Messal·lina.
Va governar la Pentàpolis líbia en temps de Vespasià i Titus, on va tractar els provincials jueus amb crueltat i va acusar de perduellio els principals residents jueus d'Alexandria i Roma, entre els quals l'historiador Flavi Josep. Va ser cridat a Roma, però va evitar el càstig per l'amistat de Domicià amb el seu pare i el seu germà. Sota Domicià va ser un dels coneguts delators. Flavi Josep el presenta a la seva mort entre sofriments extrems deguts a la seva consciència malvada. Probablement va ser cònsol l'any 73.